# 彦坂裕
彦坂 裕（ひこさか ゆたか、1952年 - ）は、日本の建築家、環境デザイナー。 (株)スペースインキュベータ代表。環境デザインや空間設計のほか、都市等 にかかわる仕事を展開。デザインに加えプロデュースやコンセプトワークと研究開発にまで関わる多層的な活動を展開している。
東京教育大学附属高校、東京大学工学部卒業。1978年、東京大学大学院工学系研究科修士課程を修了し、スペースインキュベータを創設。これまでに、つくば博、大阪花博などに関与、また愛知万博の長久手日本館、瀬戸日本館を始め8つの博覧会で政府出展事業のクリエイティブ統括ディレクターを務める。愛知万博では日本館を設計。上海国際博覧会では博覧会計画委員で、上海万博日本館を手がける。
その他建築作品に、玉川高島屋ショッピングセンター（20周年のリニューアル）、日立市科学館、花と緑の博覧会大輪会水のファンタジアム、高木盆栽美術館東京分館、NTTインターコミュニケーション・センター、茂木本家美術館、など。
著書に、空間のグランド・デザイン ISBN 4-87893-174-4、1992、二子玉川アーバニズム―玉川高島屋SC界隈の創造と実験（編著）。
訳書に合理主義の建築家たち（デニス・シャープ  彰国社 1985）近代都市 The cities＝new illustrated ser （フランソワーズ・ショエ 井上書院 1983）などがある。

## 関連人物
- 武邑光裕
- 浅田彰
- 伊藤俊治